# Autobahnknoten Rzęśnica
Der Autobahnknoten Rzęśnica (deutsch Hornskrug) liegt nordöstlich der polnischen Stadt Stettin in der Woiwodschaft Westpommern. Der gemeinsame Abschnitt der polnischen Autobahn A6 und Schnellstraße S3 übergeht allein in die S3 und die Droga ekspresowa S6. Außerdem wird die Droga wojewódzka 142 über die Abfahrt erreicht.

## Geschichte
Mit dem Bau der Reichsautobahn Berlin–Königsberg wurde 1937 dieser Knoten errichtet. Während bis zum 7. September 1936 die damalige Strecke 54 von Berlin bis Stettin-Süd (heute Ausfahrt Kołbaskowo) eröffnet wurde, musste für den geplanten Weiterbau erstmal die Oderbrücke fertiggestellt werden. Am 31. Juli 1937 wurde dann der Abschnitt bis Hornskrug/Bäderstraße eröffnet, wo sich auch das heutige Ende der A6 befindet. Aufgrund des Zweiten Weltkriegs konnten weitere 41 Kilometer bis Lisowo (Voßberg) nur einseitig errichtet werden, bevor die Arbeiten komplett eingestellt wurden.
Nach dem Krieg wurde der Knoten aufgrund der Westverschiebung Polens Teil des polnischen Straßennetzes. Planungen von 1945 bis 1963 sahen einen Weiterbau der Autobahn nach Danzig vor, ähnlich der deutschen Pläne der Vorkriegszeit. 1971 wurde dann eine nördlichere Autobahn entlang der Küste bei Koszalin (Köslin) bevorzugt. In den folgenden Jahren kam es zu verschiedenen Planungsvarianten, die jedoch alle bis zur politischen Wende 1989 nicht umgesetzt wurden.
Nachdem durch steigenden PKW- und LKW-Verkehr eine bessere Verbindung nach Danzig nötig geworden war, entschied man sich jedoch für eine nördlichere Variante ähnlich zu den Planungen 1971. Ab 2015 erfolgte der Neubau der S6. Da die eigentliche S6 nördlich bei Goleniów beginnt, wurde der Abschnitt von Rzęśnica in Richtung Świnoujście (deutsch Swinemünde) als S3 ausgebaut. Hierfür wurde auch der Autobahnknoten umfassend umgebaut. Verlief vorher die Hauptrichtungsfahrbahn von Stettin nach Lisowo, ist sie nun von Stettin nach Świnoujście. Der Knoten wurde als linksgeführte Trompete realisiert. Die Arbeiten wurden 2021 abgeschlossen.
Sobald die Nordwestumfahrung Stettins der S6 fertiggestellt ist, entfällt der gemeinsame Abschnitt der S3 und S6 zwischen dem Knoten und dem Autobahnknoten Goleniów-Północ und wird nur noch der S3 zugeordnet.

## Aktueller Stand
Folgende Richtungen stehen zur Auswahl:
- Schnellstraßen S3 und S6 in nördliche Richtung nach Świnoujście und Danzig
- Autobahn A6/Schnellstraße S3 in südwestliche Richtung nach Stettin, Gorzów Wielkopolski und bis zur Grenze mit Deutschland
- Landstraße 142 in östliche Richtung nach Lisowo